# Télécabine de la Mer-de-Glace
Pour l’article homonyme, voir Télécabine de la Mer-de-Glace (1988-2023).
Ne doit pas être confondu avec Téléphérique de la Mer-de-Glace.
La télécabine de la Mer-de-Glace est une télécabine de France située au Montenvers, point de vue panoramique au-dessus de la Mer de Glace, à Chamonix-Mont-Blanc. Destinée à remplacer une ancienne télécabine construite en 1988 selon un tracé proche, elle entre en service le 3 février 2024 et est inaugurée le 18 février 2025.

## Géographie

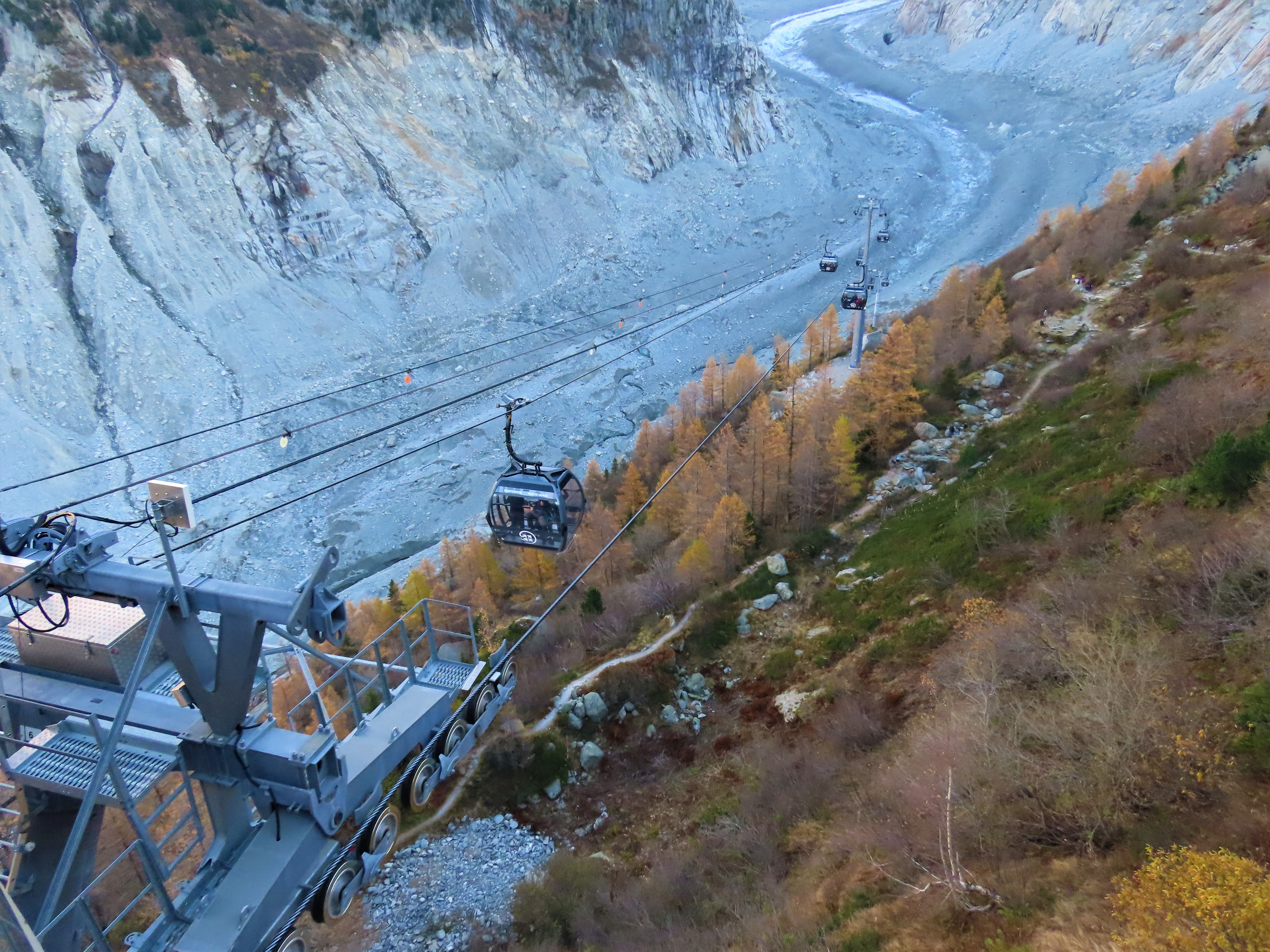
La télécabine dominant la Mer de Glace.

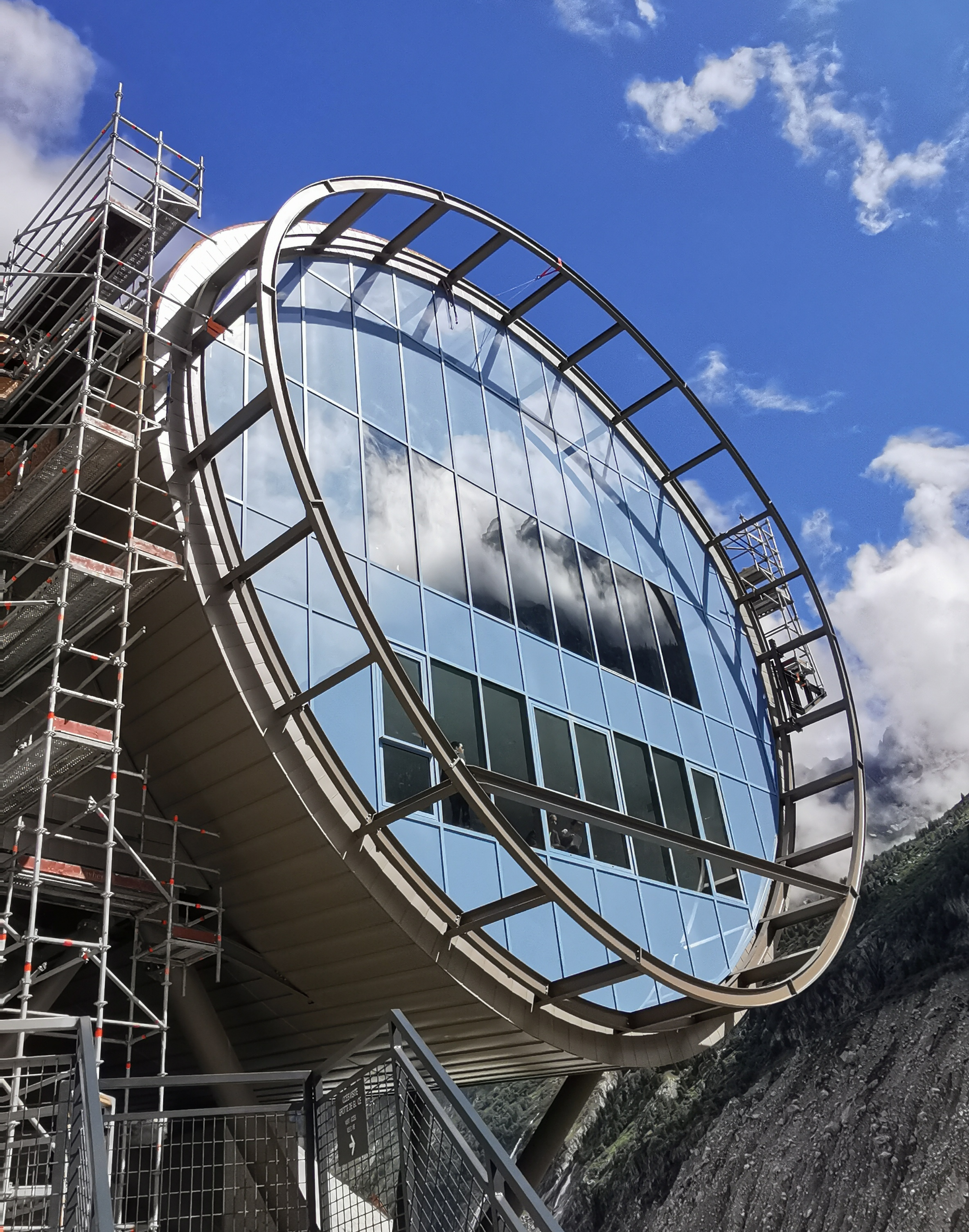
La gare aval de la télécabine en bordure de la Mer de Glace.

La télécabine est située en Haute-Savoie, dans le massif du Mont-Blanc, sur le site du Montenvers localisé sur l'ubac des aiguilles de Chamonix, dominant le hameau des Bois de Chamonix-Mont-Blanc dont le chef-lieu se trouve au sud-ouest. Ce site touristique, point de vue privilégié pour son panorama en particulier sur la Mer de Glace, les Drus et les Grandes Jorasses, est notamment accessible par un chemin de fer à crémaillère au départ de Chamonix et emprunté par environ 400 à 500 000 personnes par an,,,, essentiellement durant la période estivale. L'offre touristique du site qui comprend boutiques, restaurants, hôtel ou encore musées est également complétée par une grotte de glace creusée chaque année par la même famille dans le glacier, à près de 300 mètres en contrebas du Montenvers. La télécabine permet ainsi de s'affranchir d'une partie du dénivelé qui peut être accompli à pied par un sentier de randonnée.
Du fait de la disposition et de l'altitude des différents sites desservis par la remontée mécanique, celle-ci est préférentiellement empruntée en aller-retour depuis l'amont vers l'aval. La gare amont est implantée en bordure de la terrasse la plus au sud du Montenvers, à proximité immédiate de la gare terminus du chemin de fer à crémaillère, à 1 908 mètres d'altitude,,. La gare aval est située à 580 mètres au sud-sud-est, à environ 1 700 mètres d'altitude, à l'endroit de la fin de l'itinéraire de la Vallée Blanche,. La grotte de glace est creusée à proximité de la gare aval de la télécabine, à une centaine de marches en-dessus,. Le débit horaire de la télécabine est de 1 500 personnes dans chaque sens.

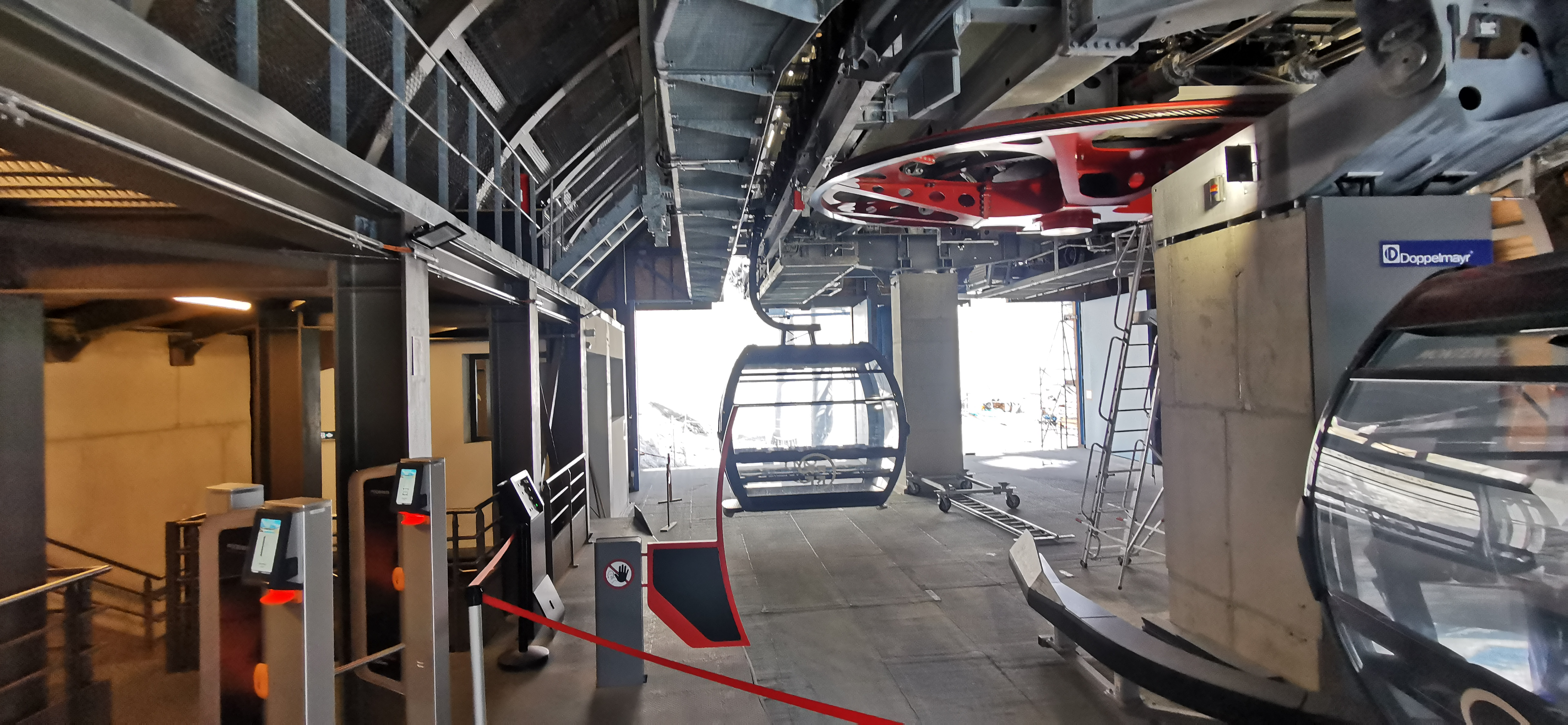
L'intérieur de la gare amont au Montenvers.

## Histoire
Avec le développement touristique de la vallée de Chamonix à partir du début du XVIIIe siècle et surtout avec l'arrivée du train à crémaillère en 1909, le site du Montenvers connait une affluence croissante. Afin de faciliter l'accès des visiteurs à la Mer de Glace et à sa grotte en leur épargnant un trajet à pied conséquent sur un sentier escarpé, l'idée d'une remontée mécanique s'impose rapidement après-guerre. Un téléphérique ouvre en 1961 entre la terrasse panoramique la plus au sud et un site en bordure du glacier au sud-sud-est. Rapidement dépassé par la fréquentation, son avenir est condamné quand la crue que connaissent les glaciers alpins dans les années 1980 fait craindre une menace directe sur la gare aval du téléphérique. Il est alors démonté et certains éléments réutilisés pour la construction de la première télécabine du site implantée plus au nord, directement sous la gare d'arrivée du train à crémaillère, ce qui la garde à distance de la glace qui s'écoule en aval ; la télécabine ouvre en juillet 1988.
Face au recul de la Mer de Glace depuis les années 1990 et surtout au cours du XXIe siècle, son épaisseur diminue fortement et la position de son front glaciaire recule dans la vallée laissée libre de glace, entrainant l'augmentation de la distance à parcourir à pied entre la gare aval de la première télécabine et la grotte de glace — 600 marches au début des années 2020, —, d'autant plus que la grotte doit être implantée de plus en plus en amont dans le glacier, là où son épaisseur est suffisante pour son creusement chaque année,. Ainsi, en décembre 2023, cette première télécabine est démontée après plus de trente ans de fonctionnement pour que les visiteurs puissent emprunter la nouvelle télécabine implantée plus en amont, approximativement à l'emplacement du téléphérique de 1961,,,. Cette dernière ouvre le 3 février 2024 et est inaugurée le 18 février 2025 ; la grotte de glace implantée sur ce nouveau site en amont du précédent ouvre dans le même temps.
Il est prévu que la télécabine ait une durée de vie d'une trentaine d'années, la Mer de Glace laissant vraisemblablement place à deux lacs glaciaires à partir de 2050.

Construction de la télécabine en août 2023
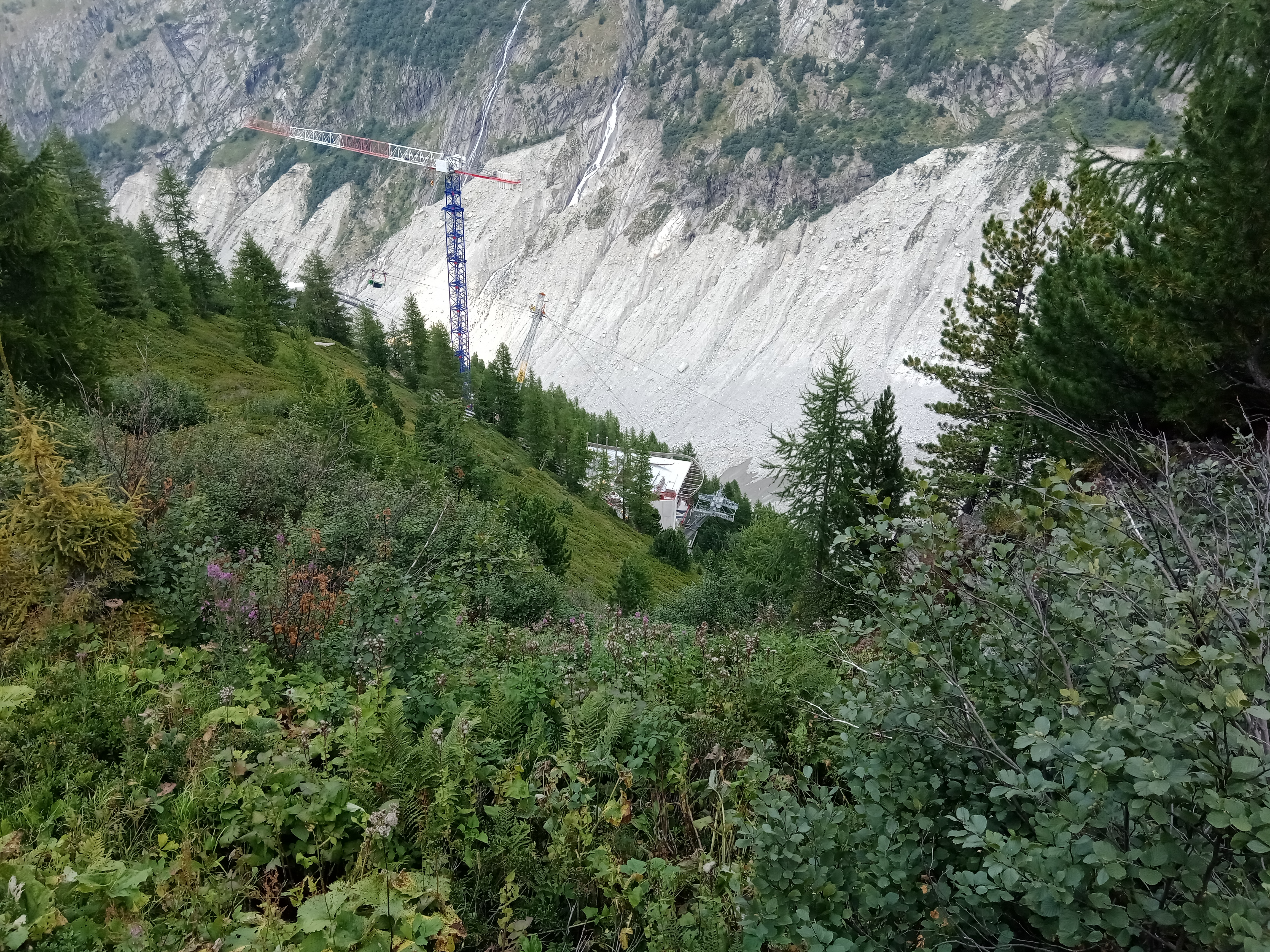
Vu en plongée depuis le Grand Balcon Nord au sud-ouest.
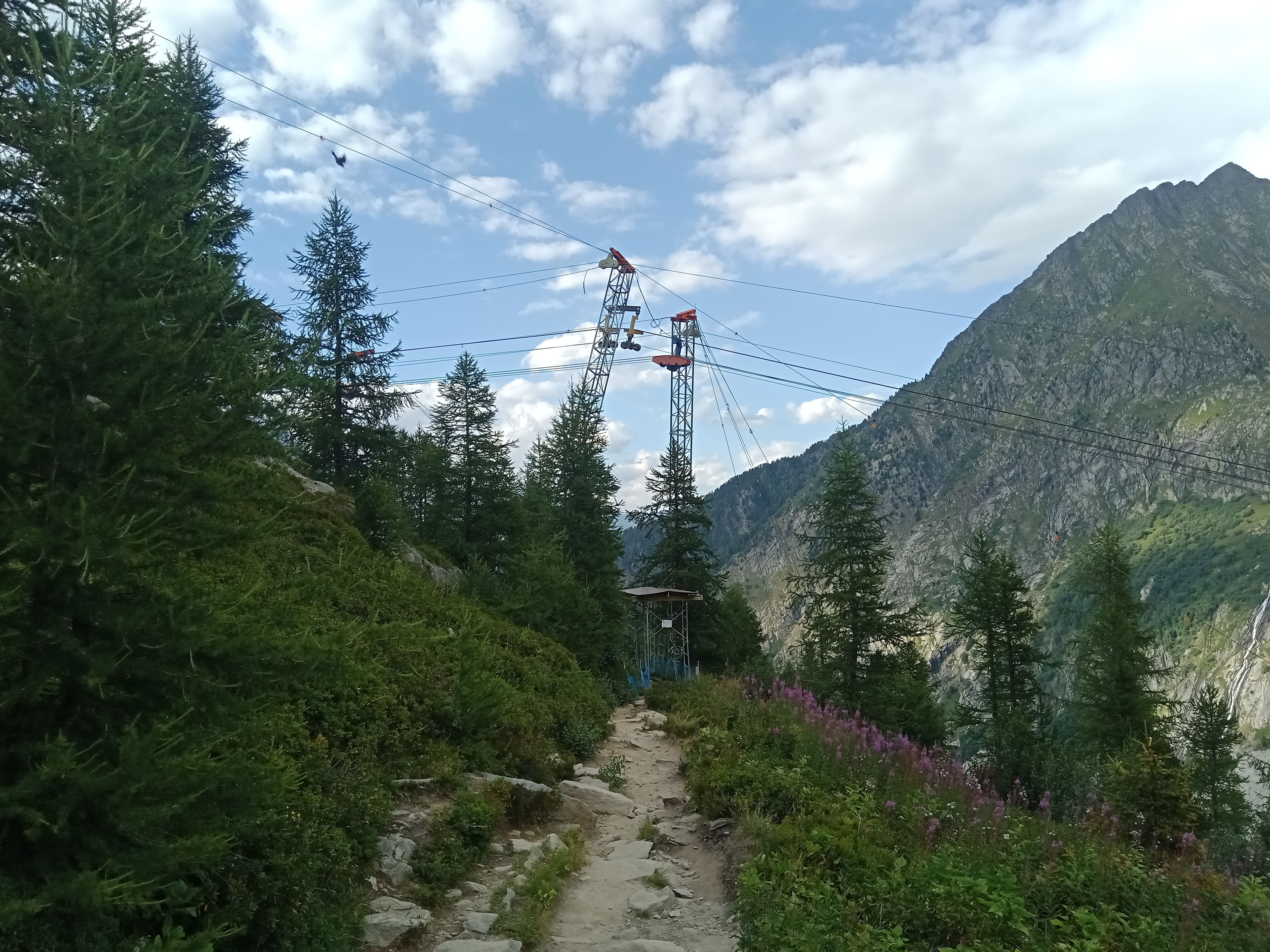
Blondin au-dessus du Grand Balcon Nord.
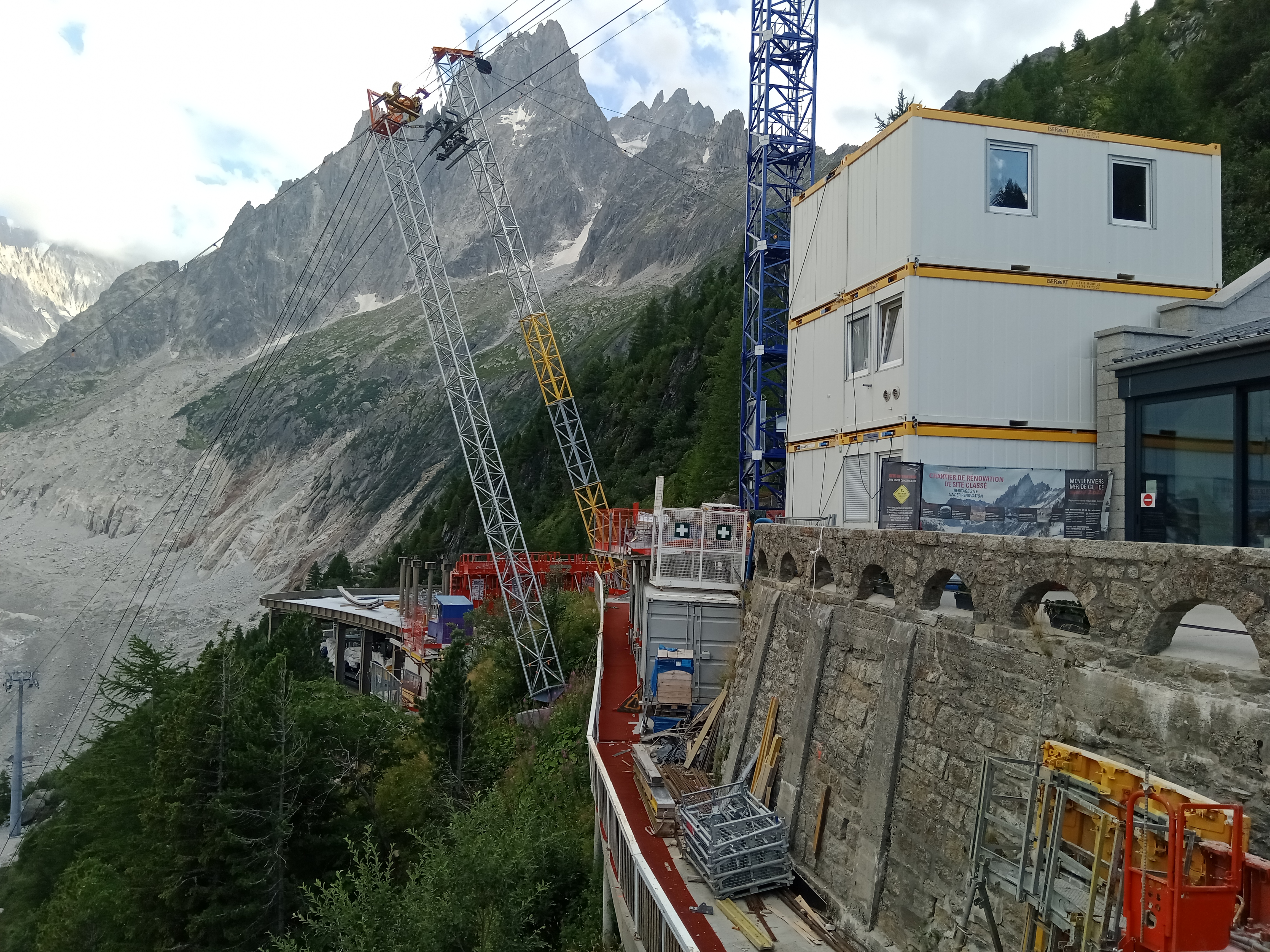
Base vie du chantier à l'extrémité des terrasses du Montenvers.
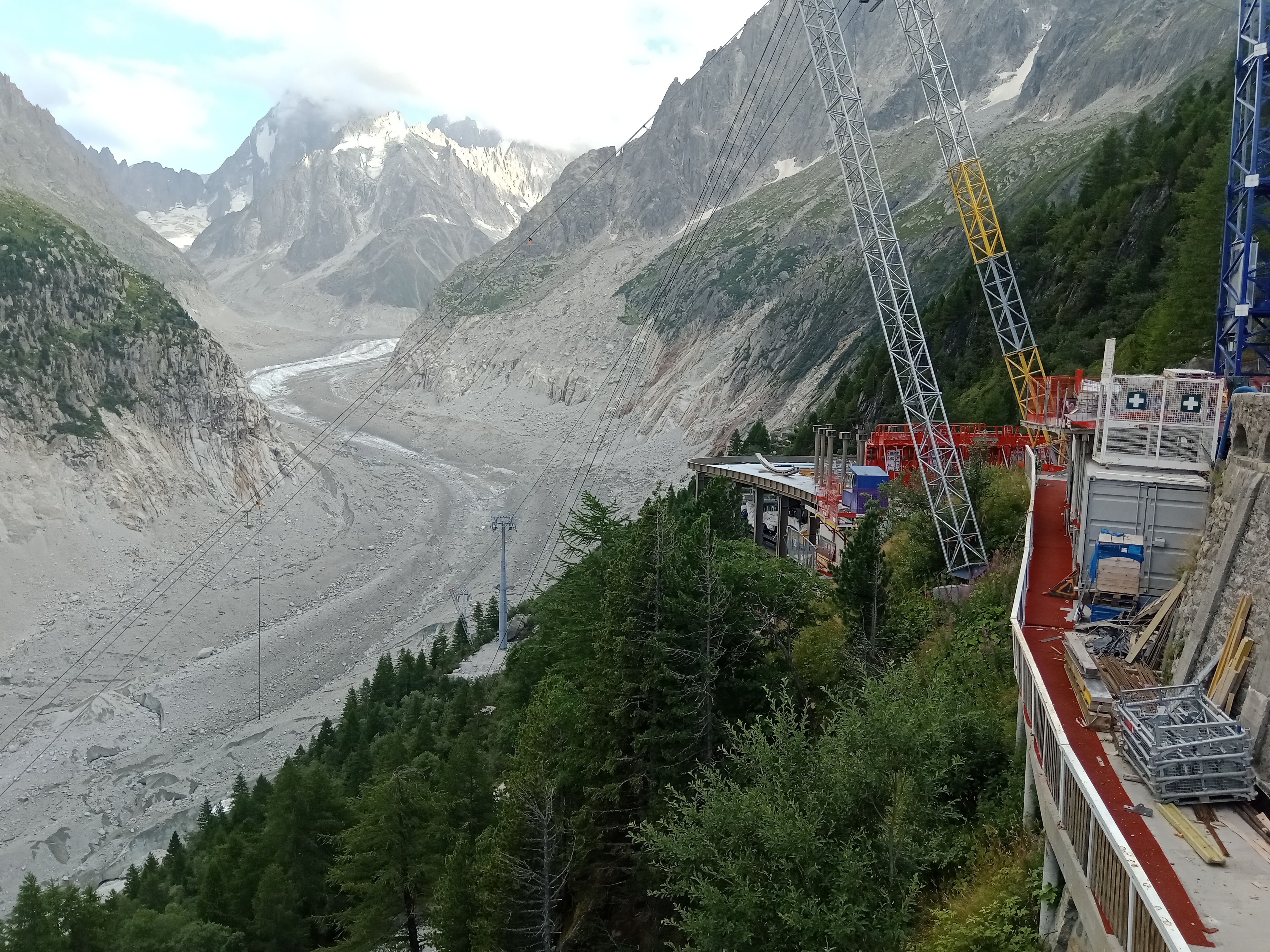
La télécabine en construction en août 2023.
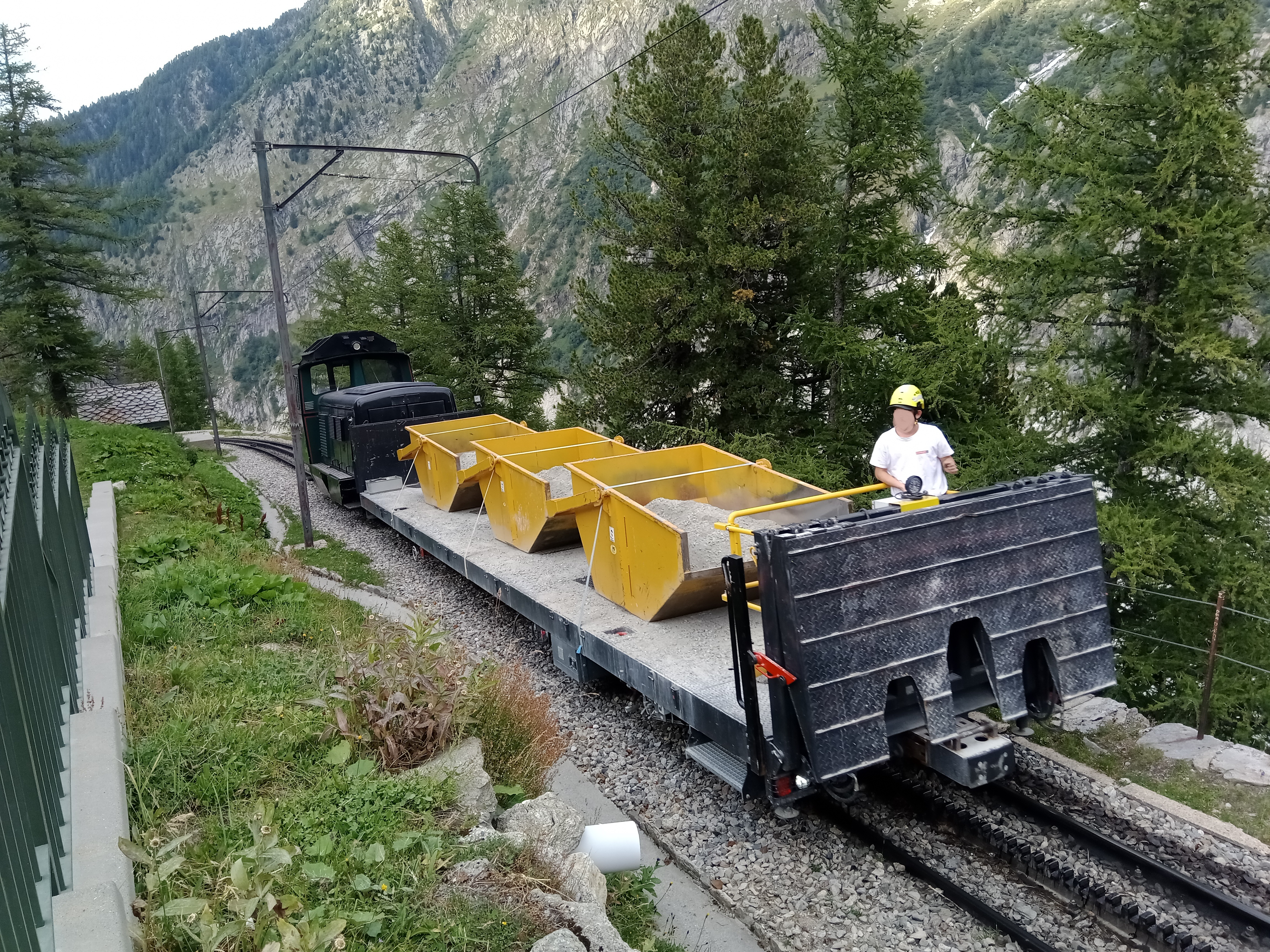
Train spécial du chemin de fer du Montenvers acheminant des matériaux.